# Maury Bay
Die Maury Bay ist eine vereiste Bucht an der Banzare-Küste des ostantarktischen Wilkeslands. Sie liegt unmittelbar östlich des Kap Lewis.
Der US-amerikanische Kartograf Gardner Dean Blodgett kartierte sie 1955 anhand von Luftaufnahmen, die bei der Operation Highjump (1946–1947) der United States Navy entstanden. Das Advisory Committee on Antarctic Names benannte die Bucht 1955 nach William Lewis Maury (1813–1878), Leutnant auf der Brigg Porpoise während der United States Exploring Expedition (1838–1842) unter der Leitung des Polarforschers Charles Wilkes.